# Anatoly Alexandrov (boxe anglaise)
Anatoly Alexandrov est un boxeur kazakh né le 3 février 1967 à Chakhtinsk (oblys de Karaganda, Kazakhstan).

## Carrière
Champion de Russie des poids super-plumes en 1992 et champion d'Europe EBU en 1995, il remporte également le titre vacant de champion du monde WBO de la catégorie le 16 mai 1998 après sa victoire aux points contre le Français Julien Lorcy. Alexandrov perd ce titre lors de sa seconde défense le 7 août 1999 en subissant un dur KO au premier round des poings du Brésilien Acelino Freitas.